# Dancing Star Pretty Cure: The Stage
Dancing☆Star Pretty Cure: The Stage (『Ｄａｎｃｉｎｇ☆Ｓｔａｒ プリキュア』Ｔｈｅ Ｓｔａｇｅ?, "Dancing☆Star Purikyua" The Stage, "Dancing☆Star Precure" The Stage) è una rappresentazione teatrale giapponese prodotta da Marvelous e messa in scena dal 28 ottobre al 12 novembre 2023, in occasione del 20º anniversario del franchise Pretty Cure a cui è ispirata.
Diretta e sceneggiata da You Hosaka con la musica di Takuya Kusunose e la supervisione di Takashi Washio, a differenza delle serie animate del franchise in cui le protagoniste sono perlopiù ragazze, il cast di attori principali è interamente al maschile.

## Trama
Gaku Hoshikawa, uno studente al secondo anno della scuola superiore Kiraboshi che ama ballare e ha un talento speciale, sogna di vincere la competizione nazionale con il suo gruppo di danza. Un giorno, mentre si reca al test di selezione, incontra un giovane vestito in modo strano, Pas de deux, e un uomo in giacca e cravatta con gli occhi vuoti. L'uomo cambia improvvisamente forma e attacca Gaku seguendo il ritmo di una musica inquietante, ma lo Stella Brace di Pas de deux s'illumina e Gaku, circondato dalla luce, si trasforma in Pretty Cure, Cure Top, e inizia a combattere.
Dopo aver respinto l'oscurità, il folletto Pas de deux spiega a Gaku che l'uomo di prima è un Evil Dancer, un mostro in cui le persone catturate dal ritmo dell'oscurità vengono trasformate, e che purificandoli e raccogliendo l'Heartbeat Jewel, le Pretty Cure hanno la missione di aumentare il "punteggio della speranza" che può far avverare qualsiasi desiderio. A lui si uniscono altri ragazzi, Hayato Natsume (Cure Lock), Sasana Tsukimiya (Cure Soul), Kouga Tengen (Cure Kagura) e Maito Kurose (Cure Break).

## Personaggi

### Pretty Cure
Gaku Hoshikawa (星河 楽?, Hoshikawa Gaku) / Cure Top (キュアトップ?, Kyua Toppu)
Interpretato da: Shōgo Tamura
Ragazzo al secondo anno della scuola superiore Kiraboshi, è un membro del club di danza e adora ballare. Il suo compleanno è il 12 agosto, gli piace il formaggio e la sua materia preferita è educazione fisica, mentre va male in matematica. Ha una personalità molto positiva e amante del divertimento. Si trasforma in Cure Top, di colore rosa, la cui frase di presentazione è «Palpita nel petto, il battito della speranza» (《胸に高鳴れ 希望のビート》?, «Mune ni takanare kibō no bīto») e l'attacco è "Happy Star Burrito" (ハッピー・スター・ブリトー?, Happī Sutā Buritō); gli attacchi congiunti con gli altri guerrieri sono "Groovy Cyclone" (グルーヴィー・サイクロン?, Gurūvī Saikuron) e "Cosmic Star Beat" (コズミック・スター・ビート?, Kozumikku Sutā Bīto).
Hayato Natsume (夏目 颯斗?, Natsume Hayato) / Cure Lock (キュアロック?, Kyua Rokku)
Interpretato da: Ryō Takizawa
Amico d'infanzia e compagno di classe di Gaku, appartiene al club di ballo. Il suo compleanno è il 10 maggio, gli piace visitare negozi di dischi e la sua materia preferita è la matematica, al contrario della letteratura contemporanea. Non ama mettersi in mostra, pur essendosi a lungo esercitato nel ballo, stando in disparte a sostenere gli altri. Si trasforma in Cure Lock, di colore blu, la cui frase di presentazione è «Gioca nel cuore, la mossa della passione» (《心に弾けろ 情熱のムーブ》?, «Kokoro ni hikero jōnetsu no mūbu») e l'attacco è "Scuba Stream" (スクーバ・ストリーム?, Sukūba Sutorīmu).
Sasana Tsukimiya (月宮 爽々奈?, Tsukimiya Sasana) / Cure Soul (キュアソウル?, Kyua Souru)
Interpretato da: Touya Morita
Presidente del club scolastico di ballo, è al terzo anno. Il suo compleanno è il 27 aprile, la sua materia preferita è l'inglese ma non ama la geografia. Popolare tra gli studenti per la sua bellezza e personalità sexy e carismatica, ha un debole per i segreti. Ha una fiducia reciproca con il vice-presidente, Kouga, e insieme guidano il club, ma rispetto a lui è più tollerante sulle regole. Si trasforma in Cure Soul, di colore arancione, la cui frase di presentazione è «Scolpito nell'anima, lo step dell'incanto» (《魂に刻む 魅惑のステップ》?, «Tamashī ni kizamu miwaku no suteppu») e gli attacchi sono "Maelstrom Gate" (メイルストローム・ゲート?, Meirusutorōmu Gēto) e "Funky Chicken Carnival" (ファンキー・チキン・カーニバル?, Fankī Chikin Kānibaru).
Kouga Tengen (天弦 晃雅?, Tengen Kouga) / Cure Kagura (キュアカグラ?, Kyua Kagura)
Interpretato da: Raiga Terasaka
Vice-presidente del club di ballo, è al terzo anno. Il suo compleanno è l'8 giugno e la sua materia preferita è storia. La sua famiglia gestisce un santuario. È molto severo sulle regole da rispettare, ma nasconde un lato buono e si preoccupa spesso per i componenti. Si trasforma in Cure Kagura, di colore verde, la cui frase di presentazione è «Purifica l'impurità, l'(esibizione) live sacra» (《穢れを祓う 聖なる礼舞》?, «Kegare wo harau seinaru raibu») e gli attacchi sono "Aramitama enbu" (荒魂演舞?) e "Hōrai enbu" (鳳来演舞?).
Maito Kurose (黒瀬 舞人?, Kurose Maito) / Cure Break (キュアブレイク?, Kyua Bureiku)
Interpretato da: Iori Kotsuji
Studente al primo anno della scuola superiore Kiraboshi, conosce Hayato sin dalle medie. Il suo compleanno è il 17 gennaio, la sua materia preferita è chimica. È un genio quando si tratta di ballare, ama la tranquillità e i gatti. Ha una personalità che gli rende difficile essere onesto con gli altri. Si trasforma in Cure Break, di colore viola, la cui frase di presentazione è «Taglia l'oscurità, il trucco brillante» (《闇を切り裂く 華麗なトリック》?, «Yami wo kirisaku kareina torikku») e l'attacco è "Lightning Nova" (ライトニング・ノヴァ?, Raitoningu Nova).

### Alleati
Pas de deux (パドドゥ?, Pa do du)
Interpretato da: Shinichi Wagō
Folletto inseguito da un mostro, venuto per salvare il mondo dalla disperazione; incontra Gaku e gli dà il potere di trasformarsi in Pretty Cure. La sua altezza è pari a 15 pancake e ha l'abilità di mutare in un ragazzo umano. È bravo a preparare dolci, gli piace mangiare snack e non ama i cibi piccanti. Finisce le frasi con gli intercalari "pado" (「パド」?, "pado") e "du" (「ドゥ」?, "du") e ha l'abilità di diventare un umano.

### Altri personaggi
Kei Suzunoki (鈴ノ木 蛍?, Suzunoki Kei)
Interpretato da: Raima Hiramatsu
Appartiene alla squadra di basket della Kiraboshi, è al primo anno. Il suo compleanno è l'11 ottobre, è bravo in matematica e odia i film horror. Lui e Mitsuru sono migliori amici e sono compagni di classe di Maito.
Mitsuru Utsumi (内海 充?, Utsumi Mitsuru)
Interpretato da: Taisei (G.U.M)
Appartiene alla squadra di basket, frequenta il primo anno. Il suo compleanno è il 15 dicembre. Il suo migliore amico è Kei ed è nella stessa di classe di Maito. Un giorno rimase coinvolto in un incidente e, ferito, è stato ricoverato in ospedale.
Kazuho Muroi (室井 一帆?, Muroi Kazuho)
Interpretato da: Yūichi Itō
Il nuovo consigliere del club di ballo, esterno alla scuola. Bravissimo ballerino. Il suo compleanno è il 30 dicembre, gli piace leggere libri nei bar e detesta i luoghi affollati.
Stella Dancers (ステラダンサーズ?, Sutera Dansāzu)
Interpretati da: Shinji Ōsawa, Kazui Kawakita, Yūhi Ōtsu, Asahi Ōtsu, Shinshū Yasuhisa, Rikuto Takahashi, Kodai Harada e Sōta Hirai
Altri componenti del corpo di ballo.

## Rappresentazione
La rappresentazione teatrale, che vede la prima squadra di protagonisti tutta al maschile nella storia del franchise di Pretty Cure, ha debuttato allo Shinagawa Prince Hotel Stellar Ball di Tokyo dal 28 ottobre al 5 novembre 2023 e al Sankei Hall Breeze di Osaka dal 10 al 12 novembre seguente. La data del 5 novembre 2023 è stata resa disponibile anche in diretta streaming su "U-Next". Una seconda rappresentazione è prevista a febbraio-marzo 2025.
La sigla musicale dello spettacolo è intitolata Do the Dancing☆Star Precure (Ｄｏ ｔｈｅ Ｄａｎｃｉｎｇ☆Ｓｔａｒ プリキュア?), composta da Takuya Kusunose con il testo di Saori Kodama, ed è cantata dai cinque attori principali. Un video musicale, che mostra la coreografia del brano, è stato pubblicato sul canale YouTube ufficiale della Marvelous. La canzone è stata ufficialmente pubblicata il 5 aprile 2024.

### Distribuzione
Il DVD e il Blu-ray della prima rappresentazione dell'evento sono usciti il 10 aprile 2024.